# Крива тражње
Крива тражње је графички приказ односа између цене одређеног добра (y оса) и количине тог добра која се тражи при одређеној цени (x оса). Овај однос одражава инверзну функцију тражње. Криве тражње могу представљати однос за појединачног потрошача (индивидуална крива тражње) или за све потрошаче на одређеном тржишту (тржишна крива тражње).

## Карактеристике криве тражње
Уобичајено је да криве тражње имају негативан нагиб, што значи да тражња опада са растом цене. Овај однос је познат као закон тражње, који каже да за већину добара тражња опада како цена расте, и обрнуто. Међутим, постоје одређене ситуације у којима закон тражње није применљив, као што су:
- Вебленова добра: Луксузни производи где висока цена повећава атрактивност производа због његове престижне вредности.
- Гифенова добра: Производи код којих повећање цене може довести до повећане тражње због одређених економских услова.
- Спекулативни мехури: Ситуације где купци реагују на раст цена као на сигнал веће вредности или очекивања будућег профита.[2]

## Примена криве тражње
Криве тражње су кључни алати у економској анализи и често се користе за:
- Проучавање тржишног понашања: Анализом односа цене и количине.
- Одређивање равнотежне цене и количине: У комбинацији са кривом понуде, могуће је одредити     равнотежну цену и равнотежну количину, где количина коју потрошачи желе да купе одговара количини коју произвођачи желе да продају.

## Облик криве тражње
У већини случајева, крива тражње има негативан нагиб, што значи да је однос између цене и тражене количине инверзан. Овај нагиб је резултат закона опадајуће маргиналне корисности: сваки додатни јединични производ има мању корисност за потрошача, због чега је спреман да за њега плати мање.

### Линеарна крива тражње
У једноставним моделима, криве тражње се често приказују као праве линије. Математички, линеарна функција тражње изгледа овако: {\displaystyle Q=a+bP}
Где су :
{\displaystyle Q} -  тражена количина добара,
{\displaystyle a} - константа која представља тражену количину када је цена нула,
{\displaystyle b} - коифицијент који представља осетљивост тражње на промене у цени,
{\displaystyle P} - цена.

### Инверзна функција тражње
Инверзна функција тражње је корисна у економији јер представља цену као зависну променљиву уместо количине, што је супротно стандардној функцији тражње која показује количину као зависну од цене. То значи да нам инверзна функција даје начин да добијемо цену на основу тражене количине робе, и често се користи у различитим економским моделима.
Формула: {\displaystyle P={\frac {a-Q}{b}}}
Корист од инверзне функције:
- Производња: Продавци и произвођачи могу користити инверзну функцију да одреде цену која ће довести до продаје одређене количине добара.
- Максимизација прихода: Људи који се баве ценовном стратегијом могу користити инверзну функцију да максимизирају приходе, тако што ће одредити најбољу цену која ће резултирати оптималним приходом на основу тражње.

## Померaње и кретање дуж криве тражње
Разлика између померања криве тражње и кретања дуж криве тражње је од суштинске важности у економској анализи:
- Кретање дуж криве тражње: Односи се на промену количине тражње узроковану променом цене. На пример, ако цена неког производа опадне, тражена количина на тржишту ће се повећати, што ће довести до кретања дуж постојеће криве тражње.
- Померaње криве тражње: Узроковано је променом фактора који нису цена, као што су приходи потрошача, укуси и преференције, величина тржишта или цене повезаних добара.

На пример:
Раст прихода повећава тражњу за нормалним добрима, што доводи до померања криве тражње удесно.
Пад прихода повећава тражњу за инфериорним добрима, али смањује тражњу за нормалним добрима.

## Еластичност тражње
Еластичност тражње је мера осетљивости количине тражње на промене цене. Еластичност се може изразити као проценат промене у количини тражње у односу на проценат промене цене. Њена вредност одговара на питање колико ће се променити количина у % када се цена промени за 1%.
Формула за ценовну еластичност тражње:
{\displaystyle E_{d}={\frac {\frac {\Delta Q}{Q}}{\frac {\Delta P}{P}}}}
Где:
{\displaystyle E_{d}} - је ценовна еластичност тражње,
{\displaystyle \Delta Q} - је промена у количини тражене,
{\displaystyle \ Q} - је почетна количина тражене, 
{\displaystyle \Delta P} - је промена у цени,
{\displaystyle \ P} - је почетна цена.
Вредности ценовне еластичности тражње могу се класификовати на основу апсолутне вредности:
1. Еластична тражња {\displaystyle \left|E_{d}\right|>1}
  - Тражња је осетљива на промене цене.
  - Промена цене изазива веће процентуално повећање или смањење тражене количине.
  - Пример: луксузне ствари или производи са много замена
2. Нееластична тражња {\displaystyle |E_{d}|<1}
  - Тражња није осетљива на промене цене.
  - Промена цене изазива мање процентуално повећање или смањење тражене количине.
  - Пример: основни производи као што су храна, лекови.
3. Јединично еластична тражња {\displaystyle |E_{d}|=1}
  - Процентуална промена у цени доводи до исте процентуалне промене у тражене количине.
  - Пример: Теоретски сценарио, али се понекад користи као апстрактни концепт.
4. Савршено еластична тражња {\displaystyle \left|E_{d}\right|=\infty }
  - Мала промена цене доводи до велике промене тражене количине.
  - Пример: Производи који су савршени супститути и где купци реагују на сваку промену цене.
5. Савршено нееластична тражња {\displaystyle \left|E_{d}\right|=0}
  - Тражена количина остаје иста без обзира на промену цене.
  - Пример: Неопходни лекови који се морају купити без обзира на цену.[5]

## Фактори који утичу на криву тражње
Неколико фактора може утицати на положај и облик криве тражње:
1. Приходи потрошача: Раст прихода повећава тражњу за нормалним добрима, а смањује за инфериорним добрима.
2. Цене повезаних добара:
  - Супститути: Пораст цене замене повећава тражњу за добром.
  - Комплементи: Пораст цене комплемента смањује тражњу за повезаним добром.
3. Промене у укусу и преференцијама: Мода, трендови и културни утицаји могу значајно утицати на тражњу.
4. Очекивања: Ако се очекује раст цена у будућности, тренутна тражња може порасти.